# Valček (glasbena oblika)
Valček je glasbena oblika skladbe, zapisane v 3/4_tinskem taktu. Kje je nastala ta glasbena oblika, še ni natančno ugotovljeno. Francozi valček povezujejo s provansalskim plesom lavolto, ki je bil že sredi 16. stoletja poznan na dvoru Henrika II. Zaradi rodu Henrikove žene Katarine Medičejske si ga lastijo tudi Italijani, češ da je izpeljan iz stare rimske gagliarde. Tudi Španci domnevajo, da so valček Dunajčani prvič slišali na odru opere Španca Vincenta Martína y Solera Una cosa rara leta 1786. Leto kasneje je zazvenel valčkov citat z odra Stanovskega gledališča v Pragi, v Mozartovi operi Don Giovanni. Dunajčani so valček navdušeno sprejeli. Od takrat naprej se je zvrstilo veliko pomembnih skladateljev, kateri so napisali izredna glasbena dela te glasbene oblike. Na Dunaju so bili pionirji te zvrsti Josef Lanner (napisal 208 valčkov), Johann Strauss starejši in mlajši pa več sto skladb, ki sta jih tudi izvajala z orkestri na Dunaju in na turnejah po celi Evropi. Johann Strauss mlajši je napisal vrsto operet in oper, v katerih so znameniti  valčki, kot so: 
- Tisoč in ena noč (1871)
- Netopir (1874)
- Kraljičin čipkasti robec - valček Vrtnice z juga (1880)
- Noči v Benetkah - Valček lagun (1883)
- Cigan baron - valček Prerokba stare ciganke o zakladu (1885) in še mnoge druge.